# 茨木市駅

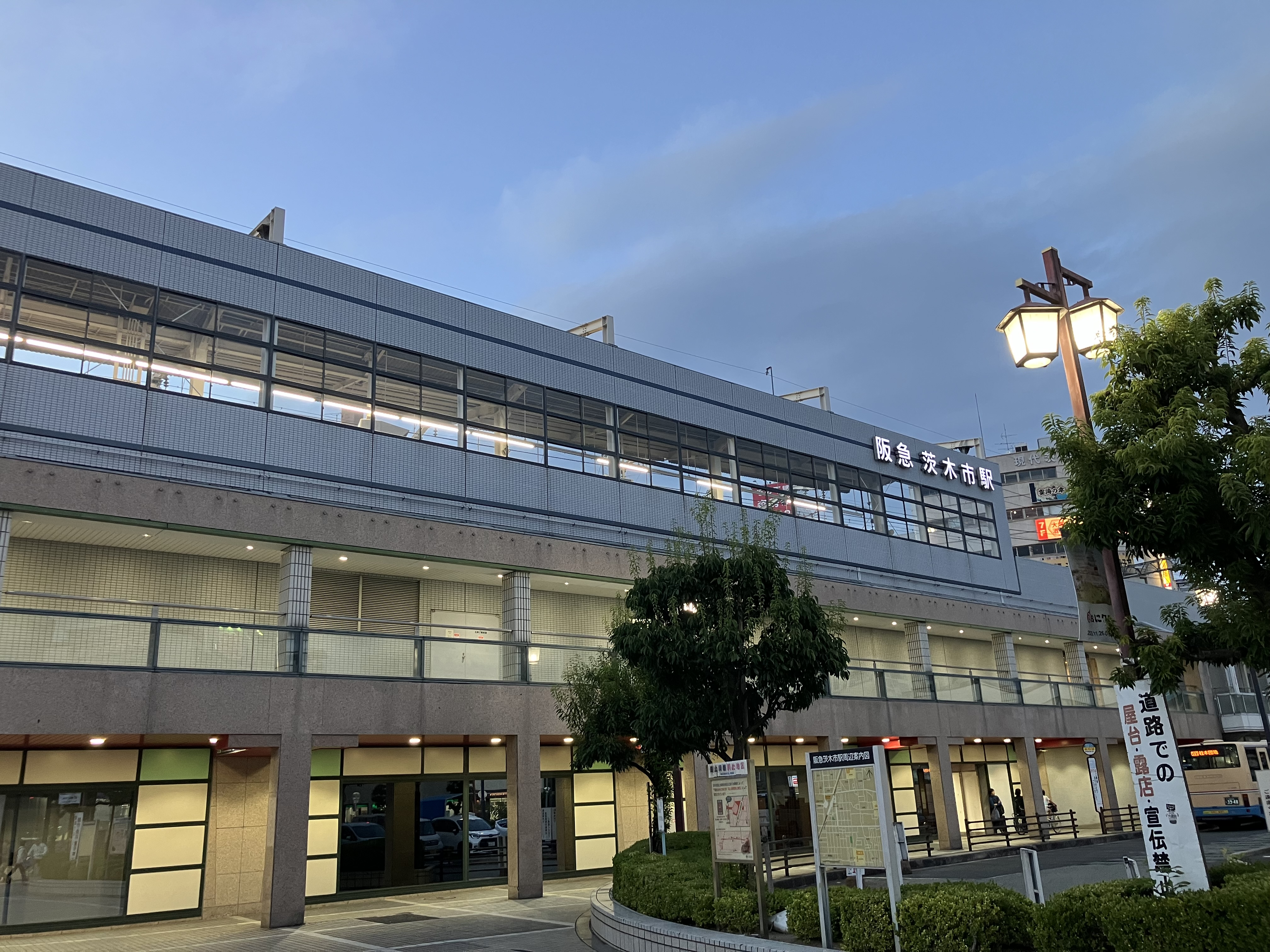
駅舎（東口、2024年10月）

茨木市駅（いばらきしえき）は、大阪府茨木市永代町にある、阪急電鉄京都本線の駅。駅番号はHK-69。

## 概要
茨木市の中核となる駅の1つであり、特急も含め平日全列車が停車する。ただし大阪（梅田）までの所要時間は当駅から特急に乗車するよりJR京都線の茨木駅から快速を利用した方が早く、普通を利用した場合でもほぼ同程度である。このため乗車人員は同駅より少なくなっているが、両駅間は1.5kmほど離れていることから高槻市駅とJR高槻駅ほどの大差にはなっていない。高槻市駅と当駅の乗降客数はほぼ同等である状態が長らく続いている。
市外から乗り入れてくるバス路線が多く、また高槻市・摂津市域からそれほど離れていないことや駅自体の利便性の高さもあり、茨木市民以外の利用もみられる。
「阪急茨木」などと「市」を付けずに呼ばれることもある。

## 歴史
新京阪鉄道の淡路駅 - 高槻町駅（現在の高槻市駅）間延伸開業当初から設置されている駅の1つ。当時の所在地は三島郡茨木町であったことから、「茨木町駅」と名付けられた。戦後間もない1948年の茨木市発足と合わせて現駅名に改称された。

### 昭和期の駅前再開発・連続立体交差事業
1970年に千里丘陵一帯で開催された日本万国博覧会（大阪万博）においては会場への主要アクセス駅の1つとなり、休日日中の特急が当駅に臨時停車していた他、万博開催をきっかけに当駅の隣駅として開業した南茨木駅とともに会場へのバスが乗り入れていた。これに合わせて当駅西口にて市街地改造事業が実施され、駅前広場や駅ビルであるソシオいばらきが整備された。
しかし駅そのものは地上駅（地下駅舎）のままで、再開発以前から駅周辺の宅地開発による利用者の増加や、駅東側に位置していた茨木踏切の渋滞などが課題となっていた。このことから昭和末期より当駅周辺1.3kmの連続立体交差事業（高架化）が実施されることとなった。

### 特急・通勤特急停車駅へ
元々周辺の駅と比較すると利用者がかなり多かったことから当時の主力種別である急行は停車していたが、京阪間ノンストップ運行の特急は上記の臨時停車を除いて通過となっていた。また通勤特急も停車していなかった。その一方で平日朝ラッシュ時間帯に当駅始発の準急を設定するなど、昭和末期以降は年々激化する混雑への対応が強化されていた。なお当時は引き上げ線がなかったため、この準急に使用される車両は高槻市駅まで回送され折り返していた。
1997年には特急がノンストップ運行を取りやめたもののこの時点ではまだ停車駅にはなっていなかった他、新たに設定された種別のうち快速急行（初代）も当駅通過とされた。
2001年3月24日の改正において、JR京都線への対抗力強化を目的に長岡天神駅・桂駅とともに特急停車駅に昇格。ただし平日は日中のみの運行で、ラッシュ時間帯前後に運行される通勤特急・快速特急（初代）は引き続き通過となった。2007年3月17日の改正では通勤特急の停車駅が京都側では大幅に増加したが、一方でラッシュ時の遠近分離のため当駅はこの時点でも通過となっていた。
2010年3月14日の改正において、通勤特急が3ドア車の9300系に統一され輸送力が強化された。これを受けて当駅が停車駅に追加されたことで、初めて全列車停車駅に昇格した。2011年5月14日の土休日改正において当駅通過種別である快速特急が運行開始されたが、平日ダイヤにおいては2025年の現在も全列車停車駅である。
なお、行楽期の臨時列車として2008年以降に運行されている嵐山方面への直通特急は当駅には停車しない。

### 平成末期以降の再開発
2010年代中盤以降、昭和期の駅前整備から数十年が経過したことによる施設の老朽化などの課題が目立っている状況を受け、「阪急茨木市駅西口駅前周辺整備基本計画」が制定された。2014年度に基本構想を策定、2015年度には基本計画を検討し、暫定整備を実施している。

### 年表
- 1928年（昭和3年）1月16日 - 新京阪鉄道の淡路駅 - 高槻町駅（現在の高槻市駅）間延伸と同時に茨木町駅（いばらきまちえき）として開業[4][5]。
- 1930年（昭和5年）9月15日 - 会社合併により、京阪電気鉄道新京阪線の駅となる[4]。
- 1943年（昭和18年）10月1日 - 会社合併により、京阪神急行電鉄（現在の阪急電鉄）の駅となる[4]。
- 1948年（昭和23年）1月1日 - 茨木町の市制施行を受け茨木市駅に改称[1][4]。
- 1949年（昭和24年）12月1日 - 新京阪線が京都本線に改称され、当駅もその所属となる[4]。
- 1972年（昭和47年）8月 - ホーム有効長を160mに延伸[6]。
- 1973年（昭和48年）10月7日 - 自動改札機を設置し、供用開始[7]。
- 1981年（昭和56年）12月10日 - 連続立体交差事業着工[8]。
- 1988年（昭和63年）8月28日 - 上り線高架化[9]。
- 1990年（平成2年）6月30日 - 下り線高架化[10]。
- 1991年（平成3年）10月5日 - ショッピングモール『ロサヴィア』が開業。
- 1992年（平成4年）3月31日 - 連続立体交差事業完了。
- 1993年（平成5年）2月1日 - 終日禁煙となる[11]。
- 2001年（平成13年）3月24日 - 特急停車駅となる[2]。
- 2010年（平成22年）
  - 2月3日 - 3月14日実施予定のダイヤ改正に先立ち、フラップ式発車標の使用を停止し、LED式発車標の供用を開始。
  - 3月14日 - 同日実施のダイヤ改正において、通勤特急・快速（この日のダイヤ改正で定期列車として運行）停車駅となり、全列車停車駅となる。このダイヤ改正で当駅始発の準急梅田行（平日朝に運行）は廃止され、普通が増発される[12]（摂津市駅開業に伴う）。
- 2011年（平成23年）5月14日 - 快速特急『京とれいん』の運行が開始され、全列車が停車するのは平日のみとなる。
- 2013年（平成25年）12月21日：駅ナンバリングが導入され、使用を開始[13][14]。
- 2018年（平成30年）6月18日 - 大阪府北部地震が発生し、行き先を表示する電光掲示板が落下するなどの被害を受けた。この地震で全線で運転見合わせとなった[15]。
- 2021年（令和3年）11月30日 - この日をもって定期券売り場が営業を終了[16]。

## 駅構造

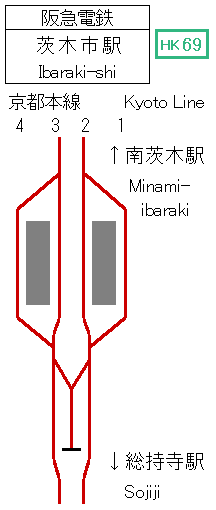
配線図

待避設備を備えた島式2面4線のホームを有する高架駅。ホームは3階、コンコースや改札口は駅舎の2階にあり、改札口は南北に1か所ずつある。北側は「ごあんないカウンター」が設置されているものの、南側は駅員無配置である。
トイレは南改札内にある。
また、京都側には引き上げ線があり、当駅で大阪方面に折り返す普通が使用する。
高架下の駅舎内にはショッピングモールの『ロサヴィア』や、大阪府北大阪赤十字血液センター、阪急茨木市献血ルームがある。ペデストリアンデッキで西口に所在する再開発ビルの「ソシオいばらき」と直結している。

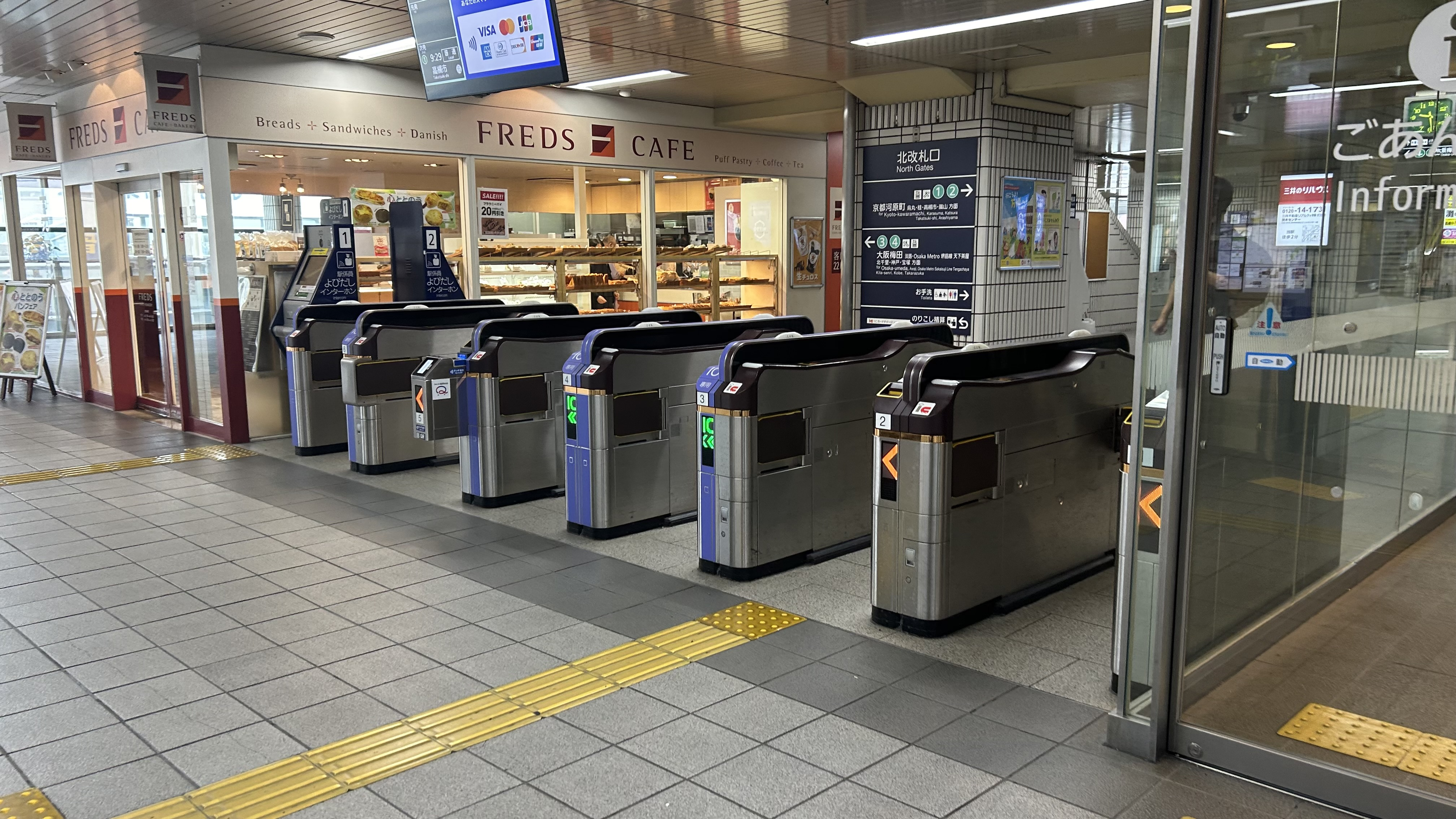
北改札口
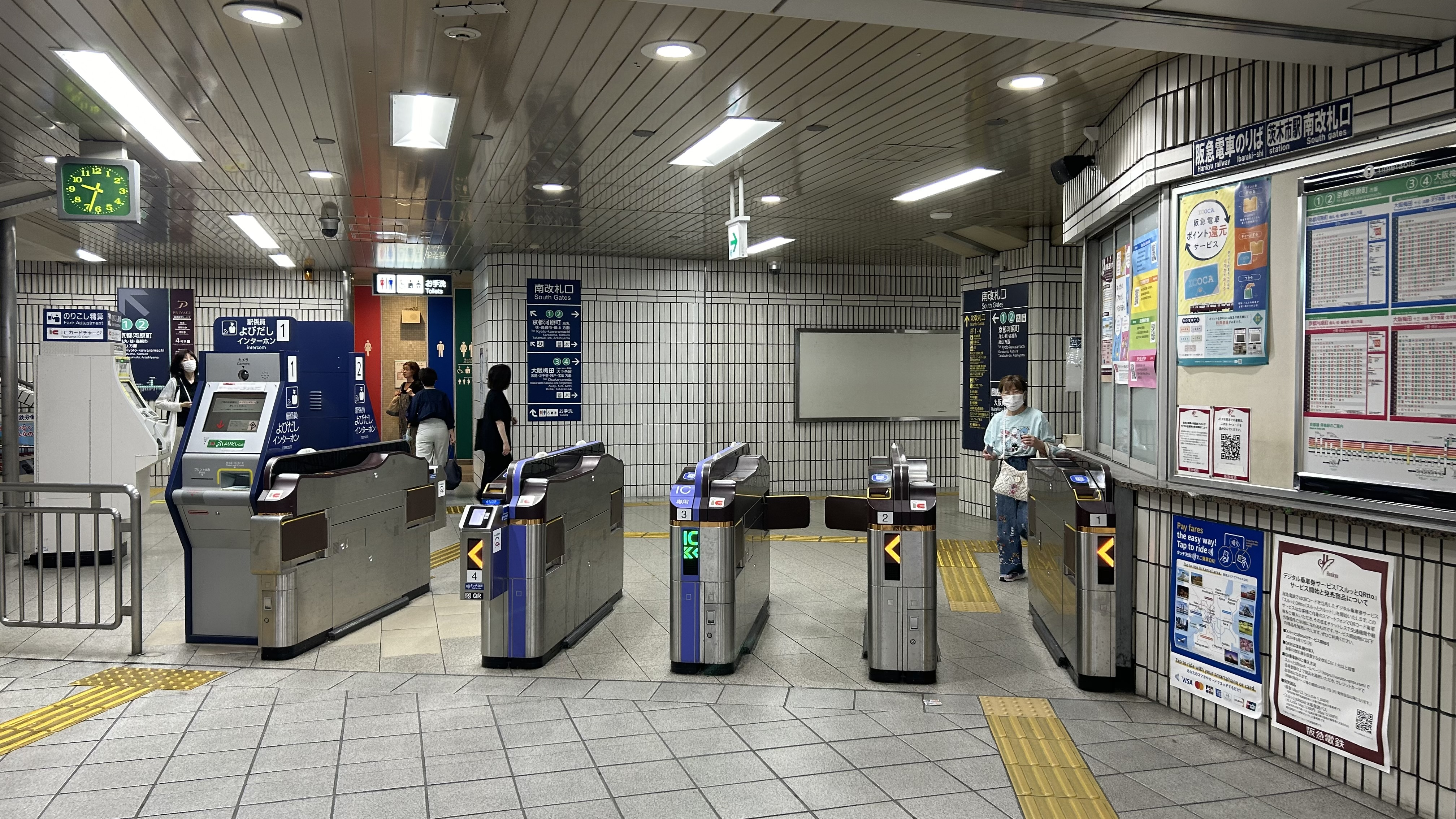
南改札口
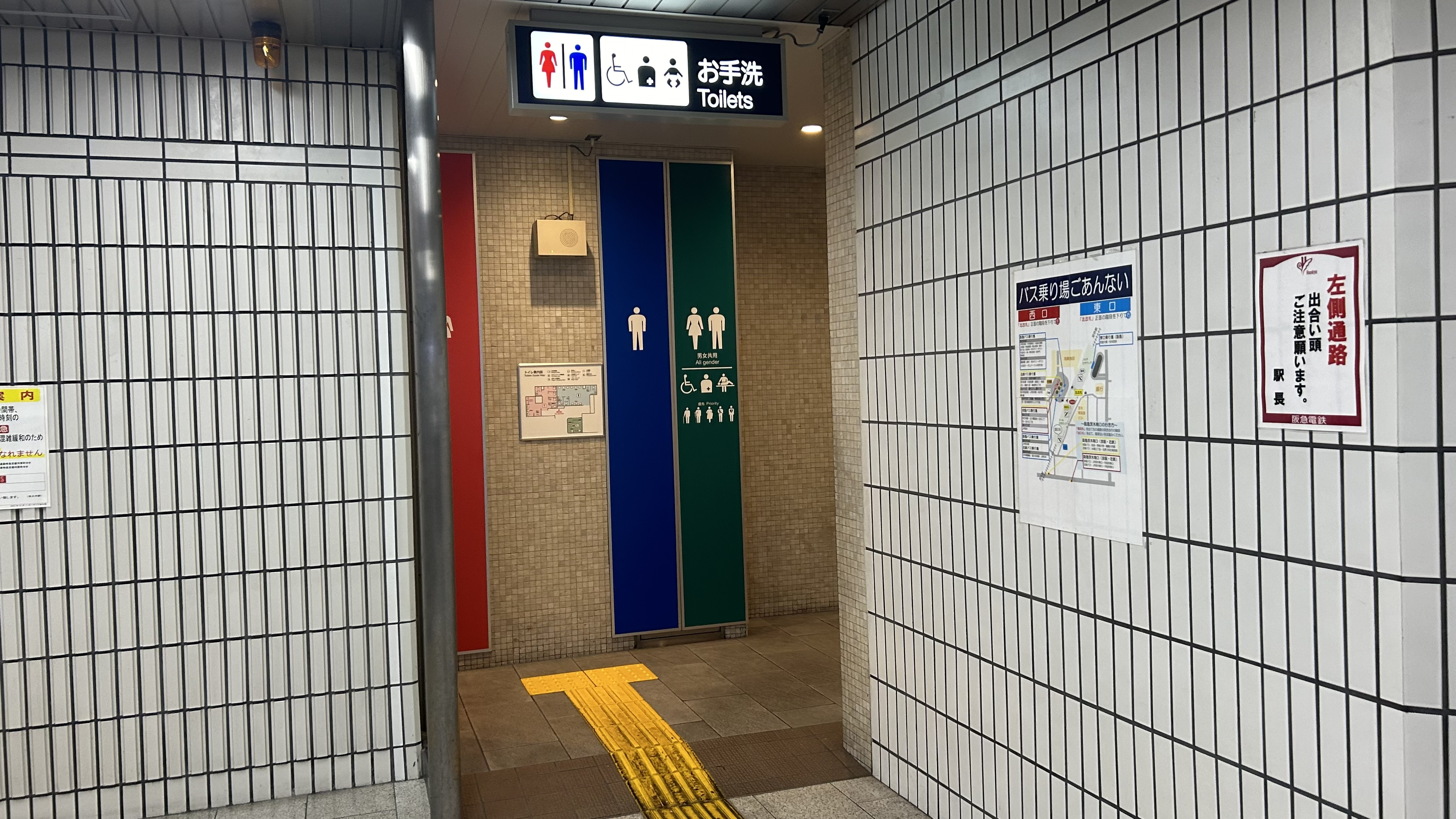
トイレ
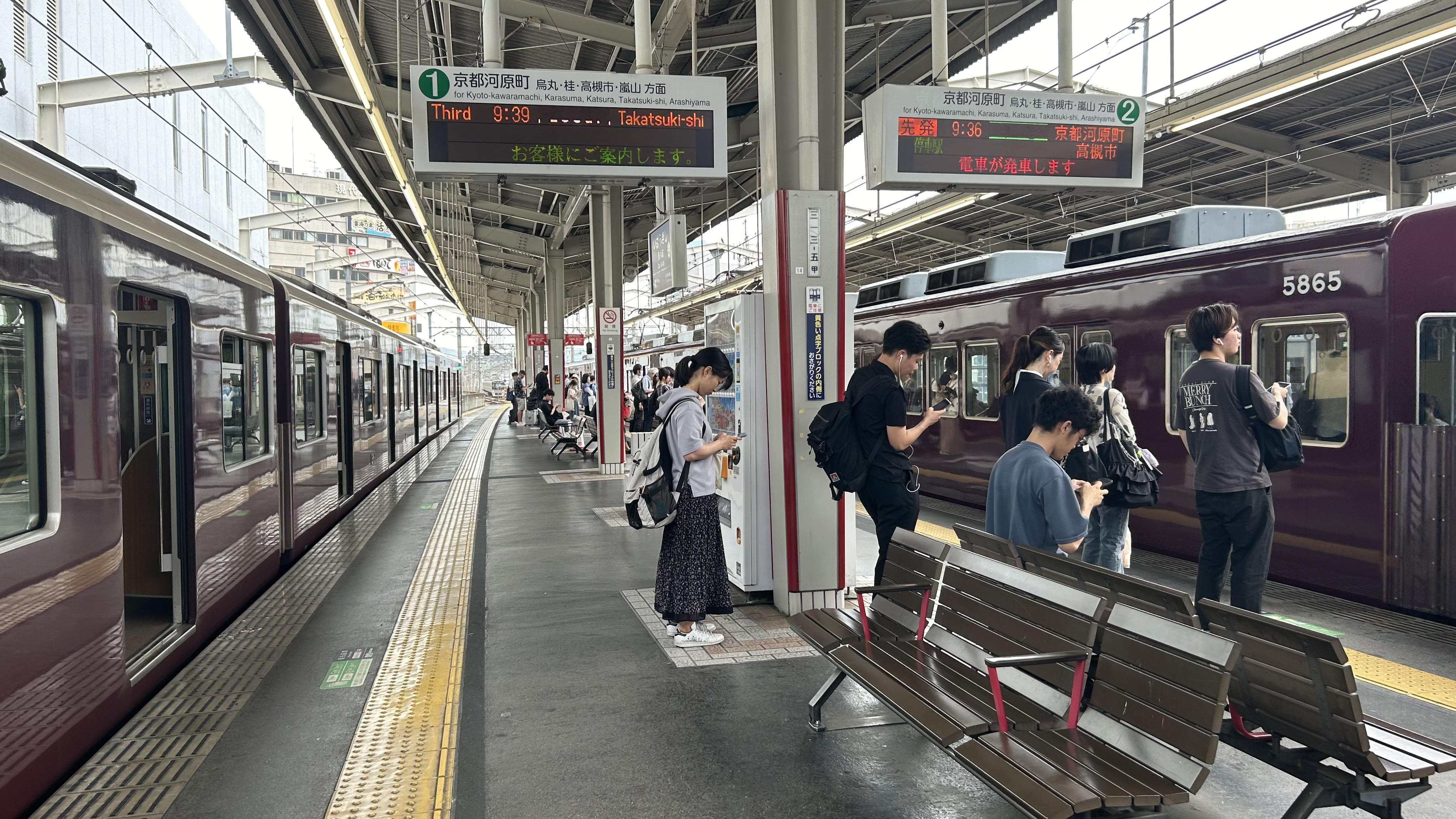
1・2号線ホーム
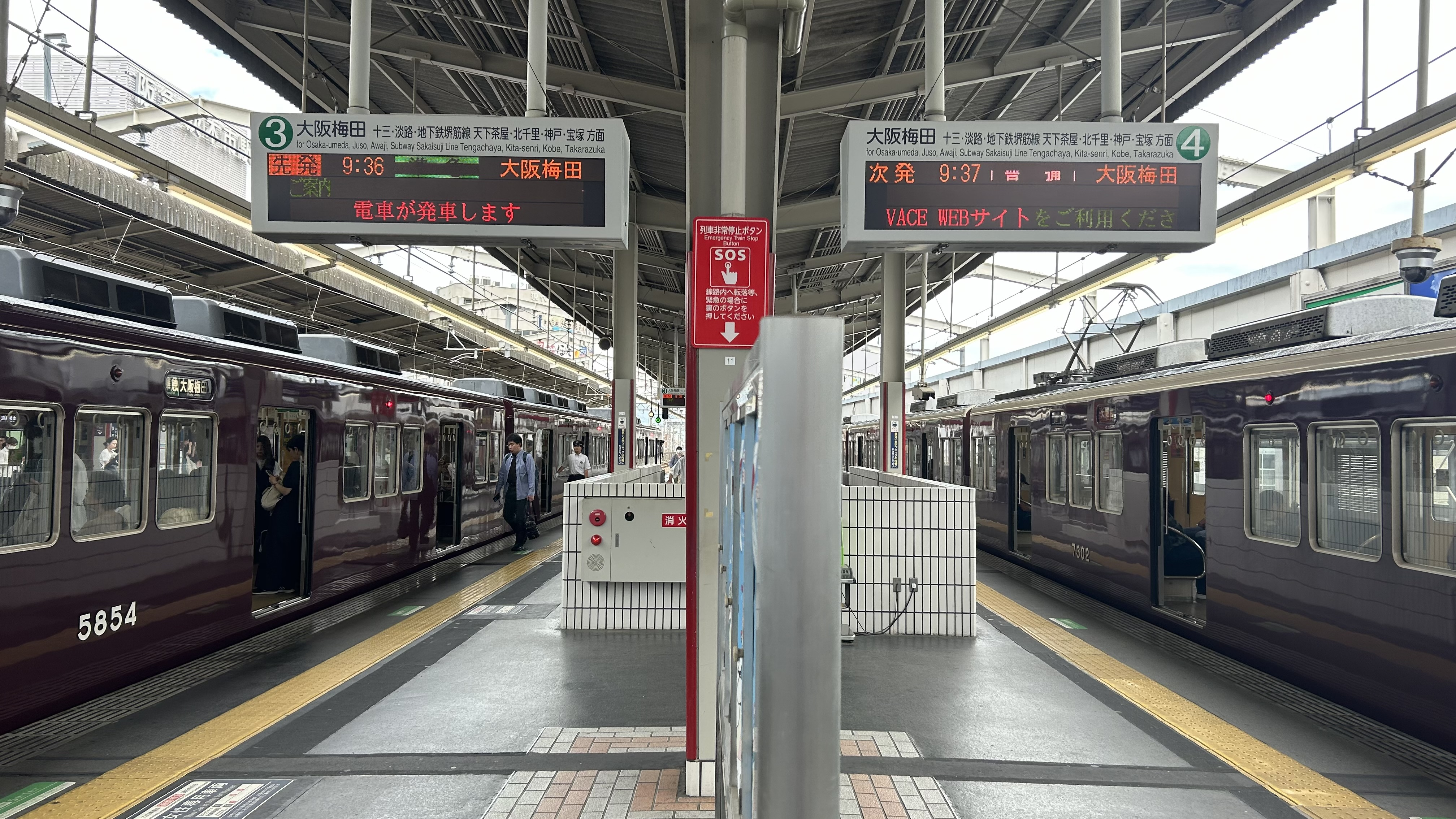
3・4号線ホーム
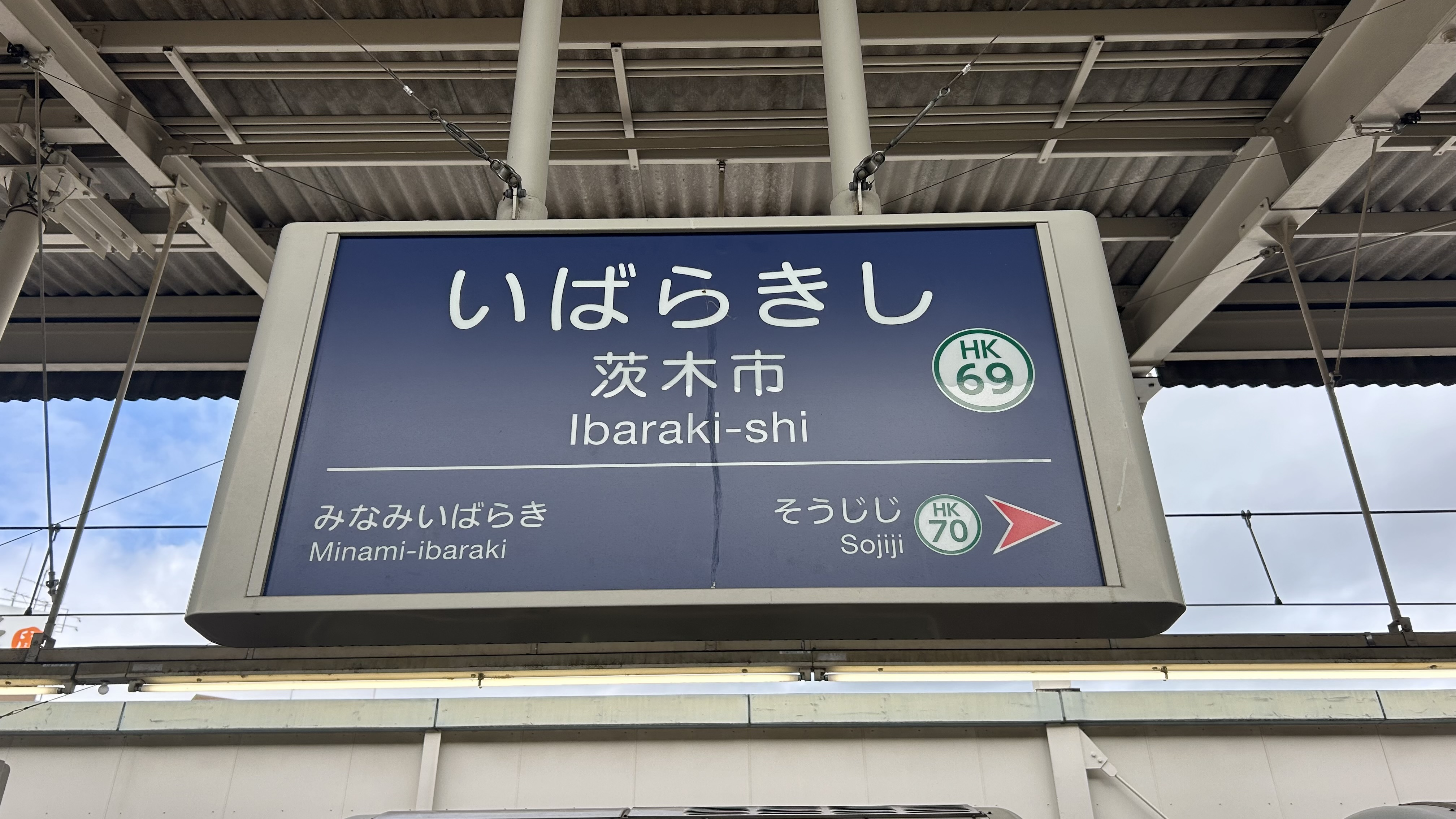
駅名標
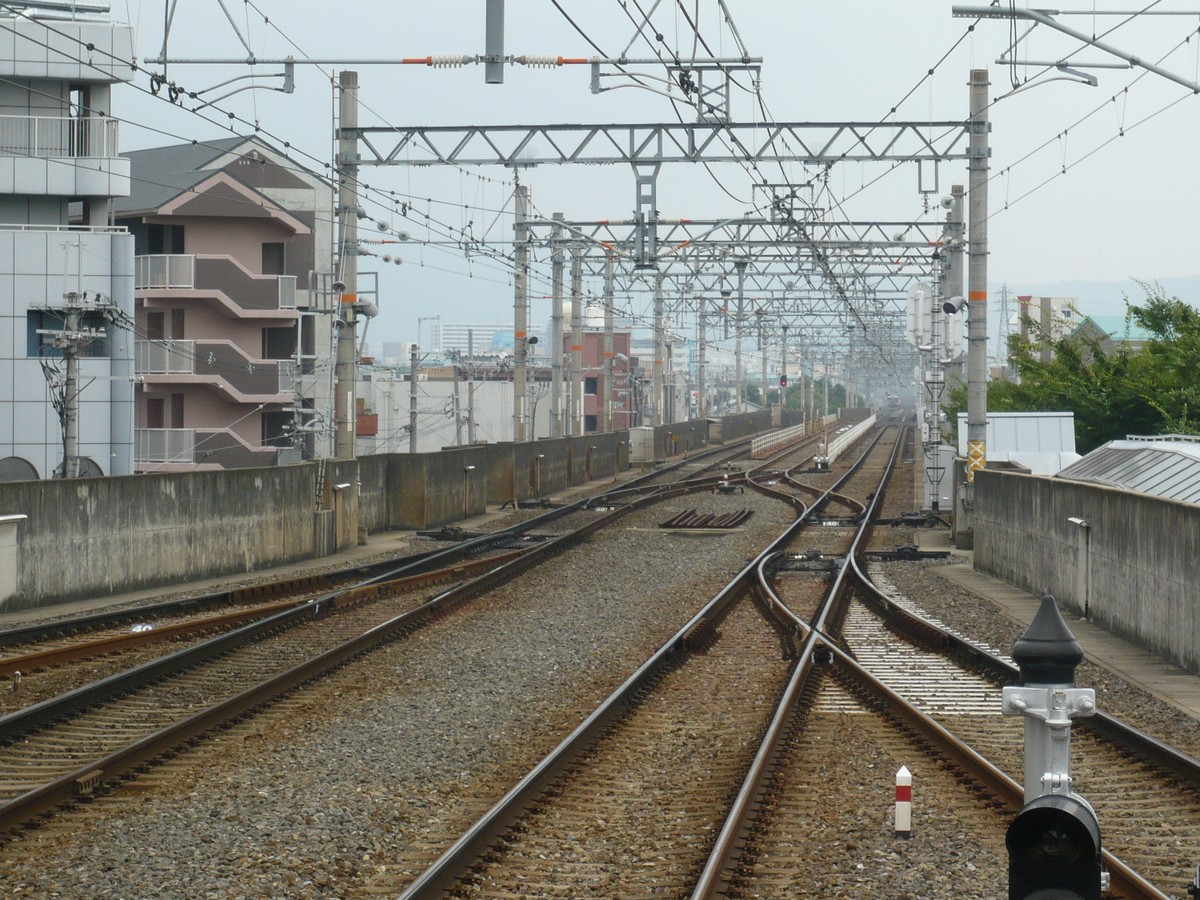
引き上げ線（2007年8月）

### のりば
| 号線 | 路線      | 方向 | 行先                         |
| ---- | --------- | ---- | ---------------------------- |
| 1・2 | ■京都本線 | 上り | 高槻市・京都河原町・嵐山方面 |
| 3・4 | ■京都本線 | 下り | 淡路・大阪梅田・天下茶屋方面 |

内側2線（2号線と3号線）が主本線、外側2線（1号線と4号線）が待避線である。

### 出入口
当駅には出口番号が設定されており、1番から6番まである。

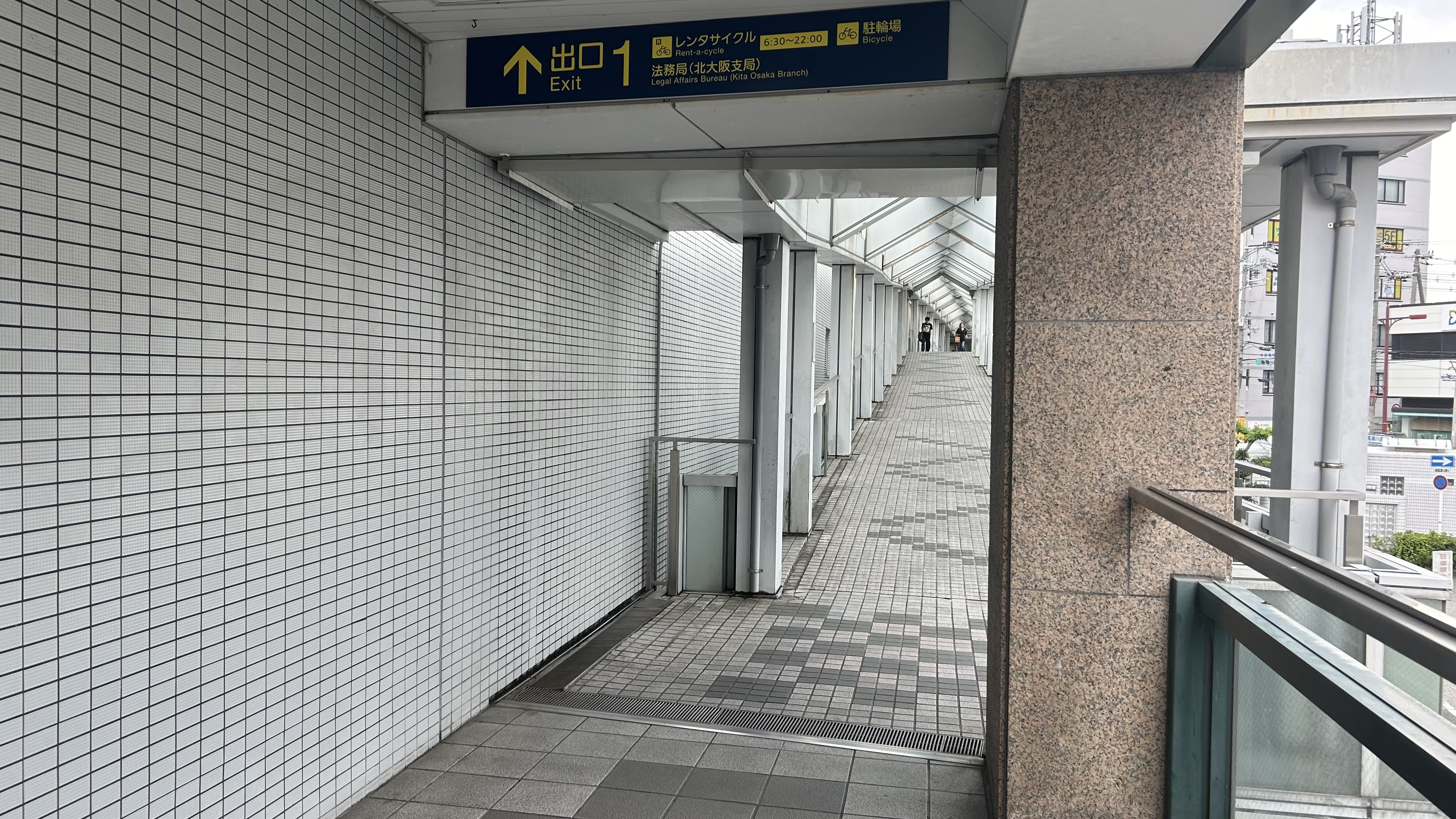
1番出入口
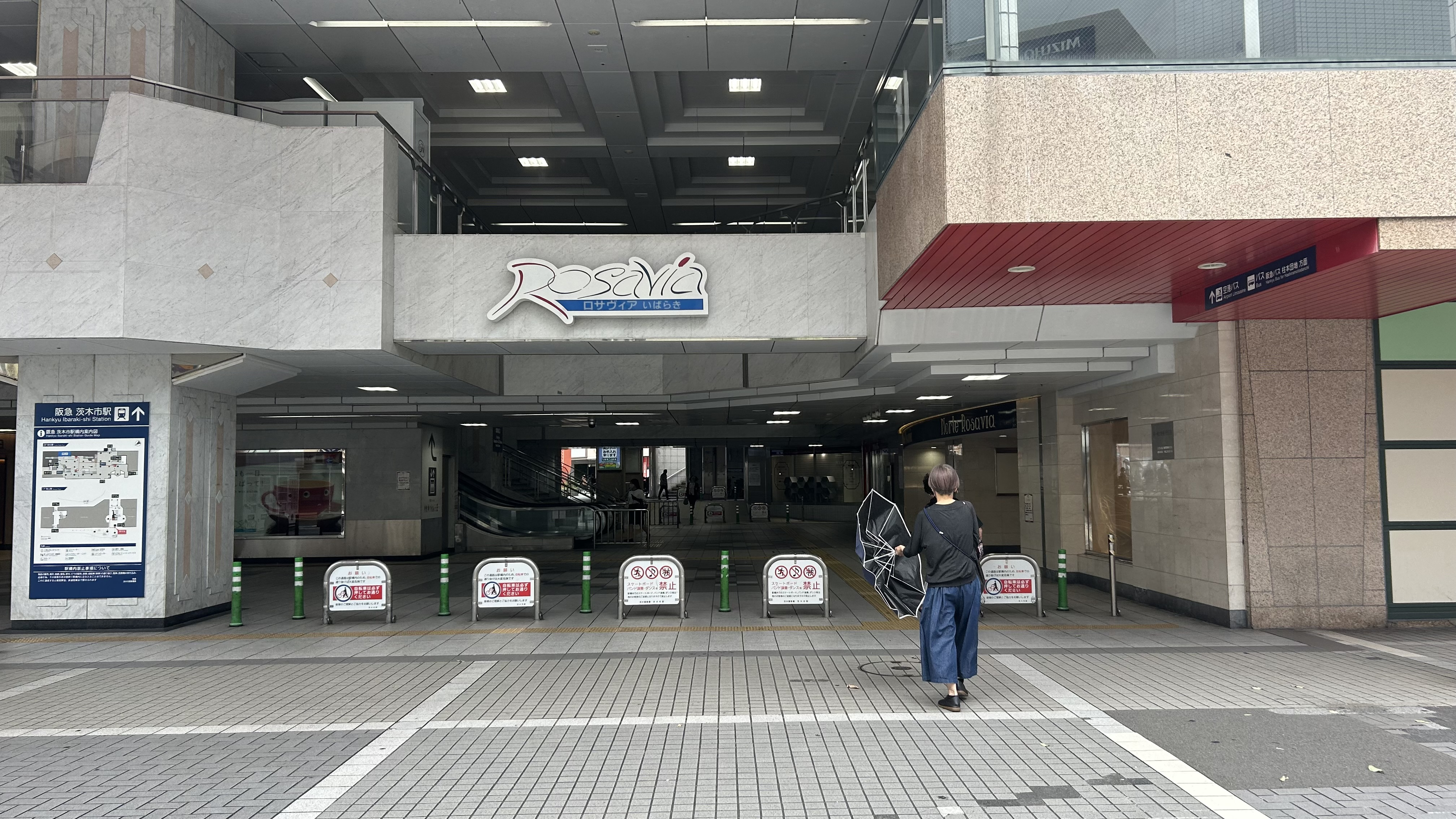
2A出入口
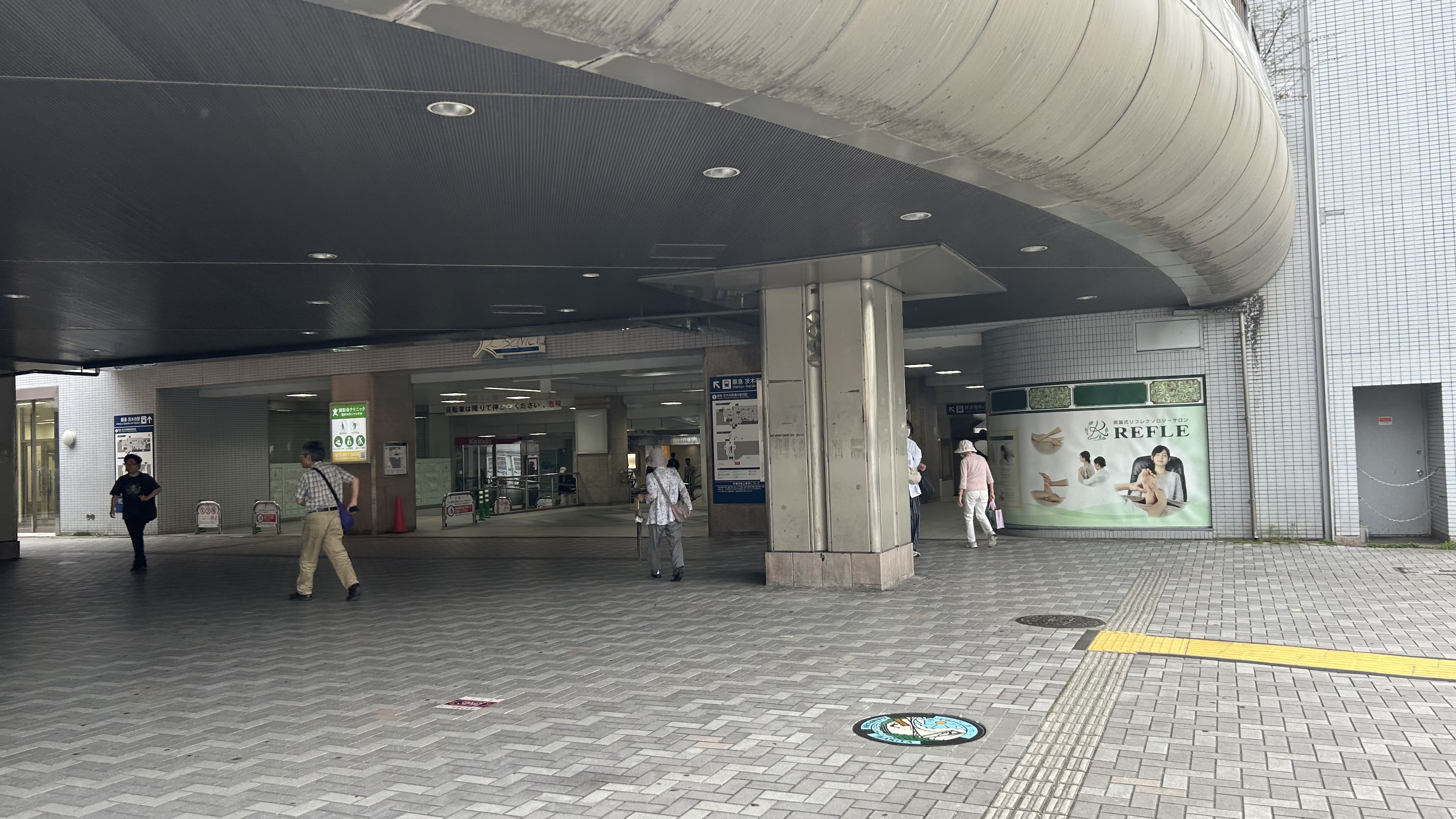
2B出入口
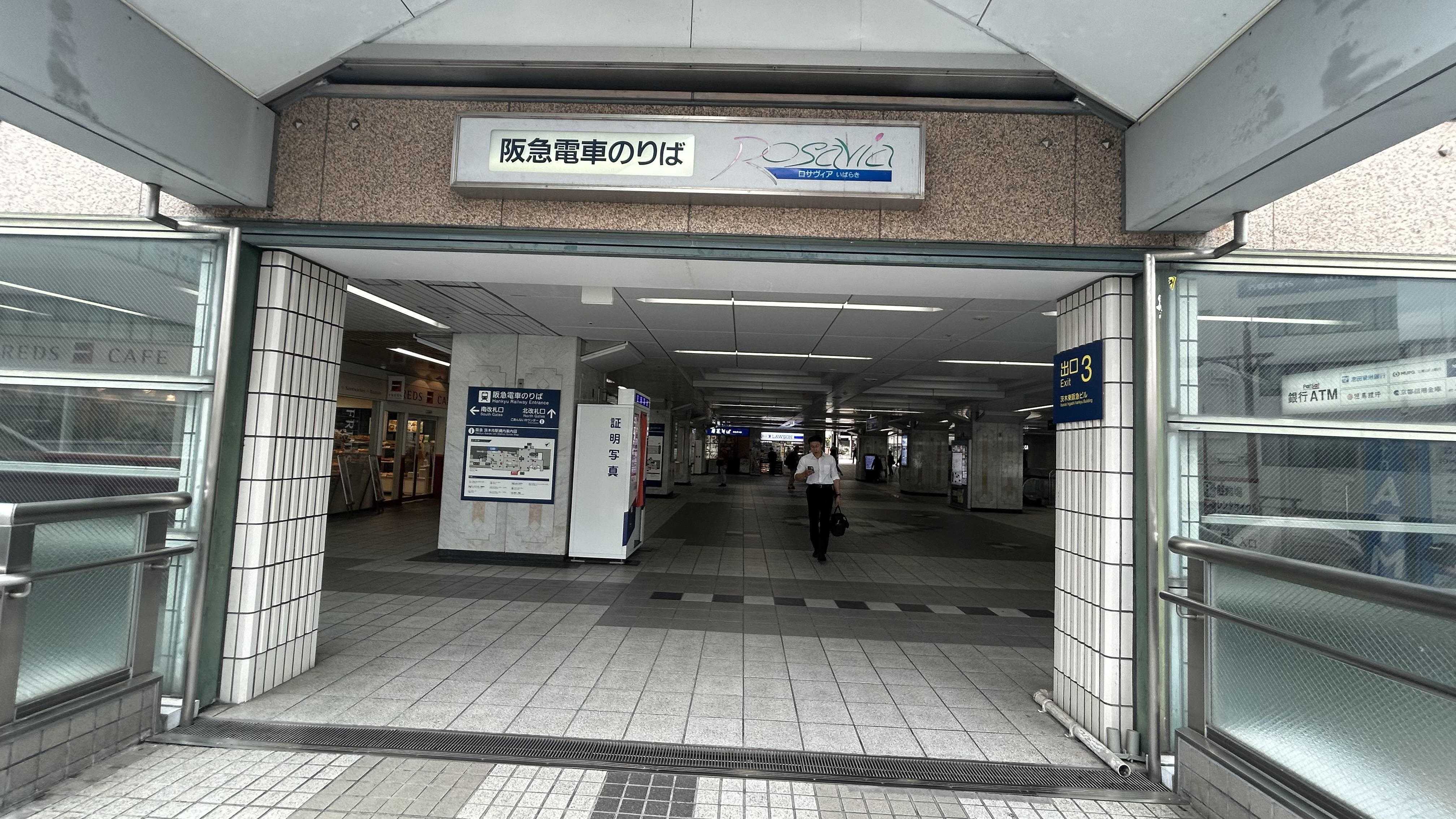
3番出入口
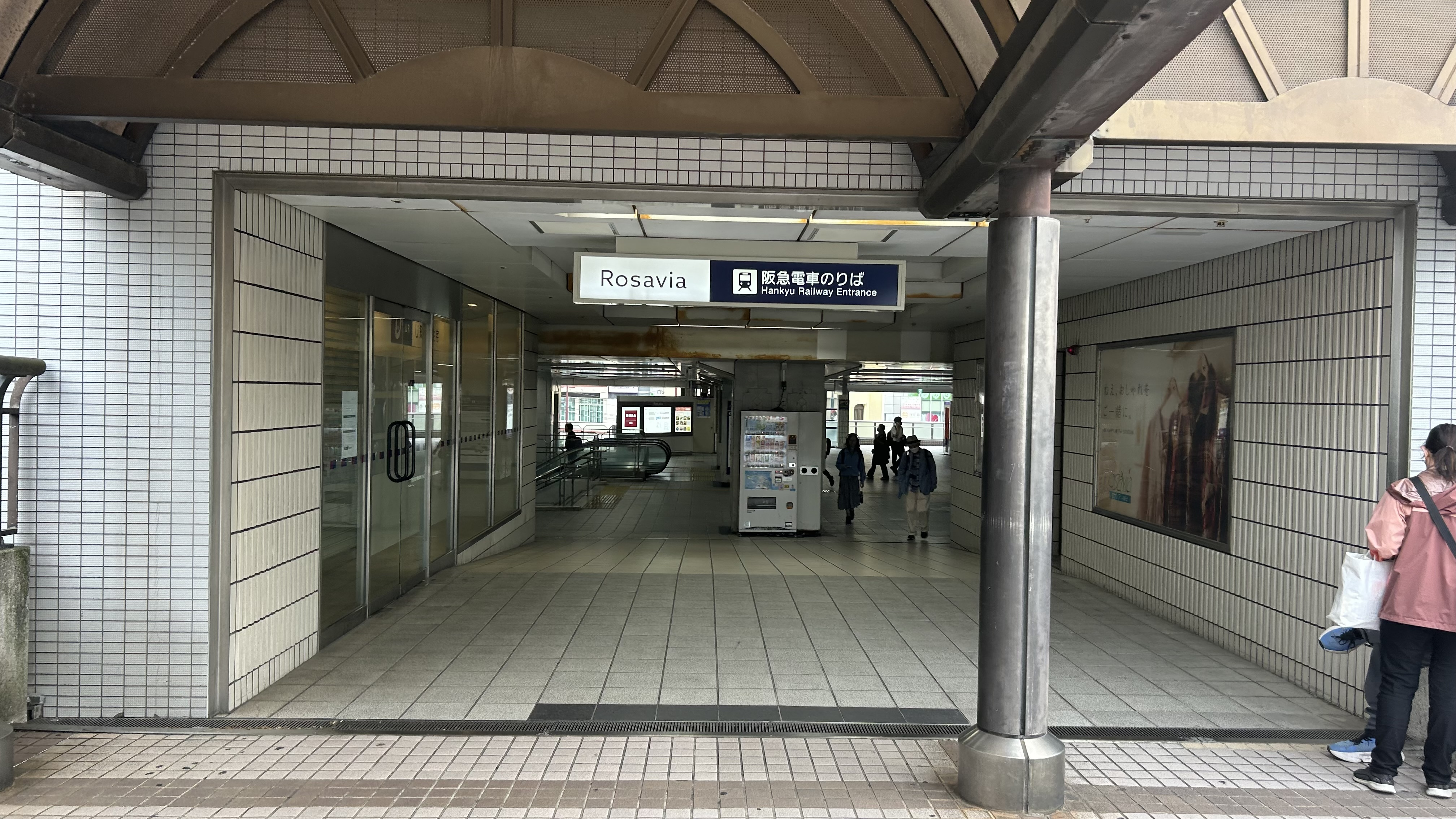
4番出入口
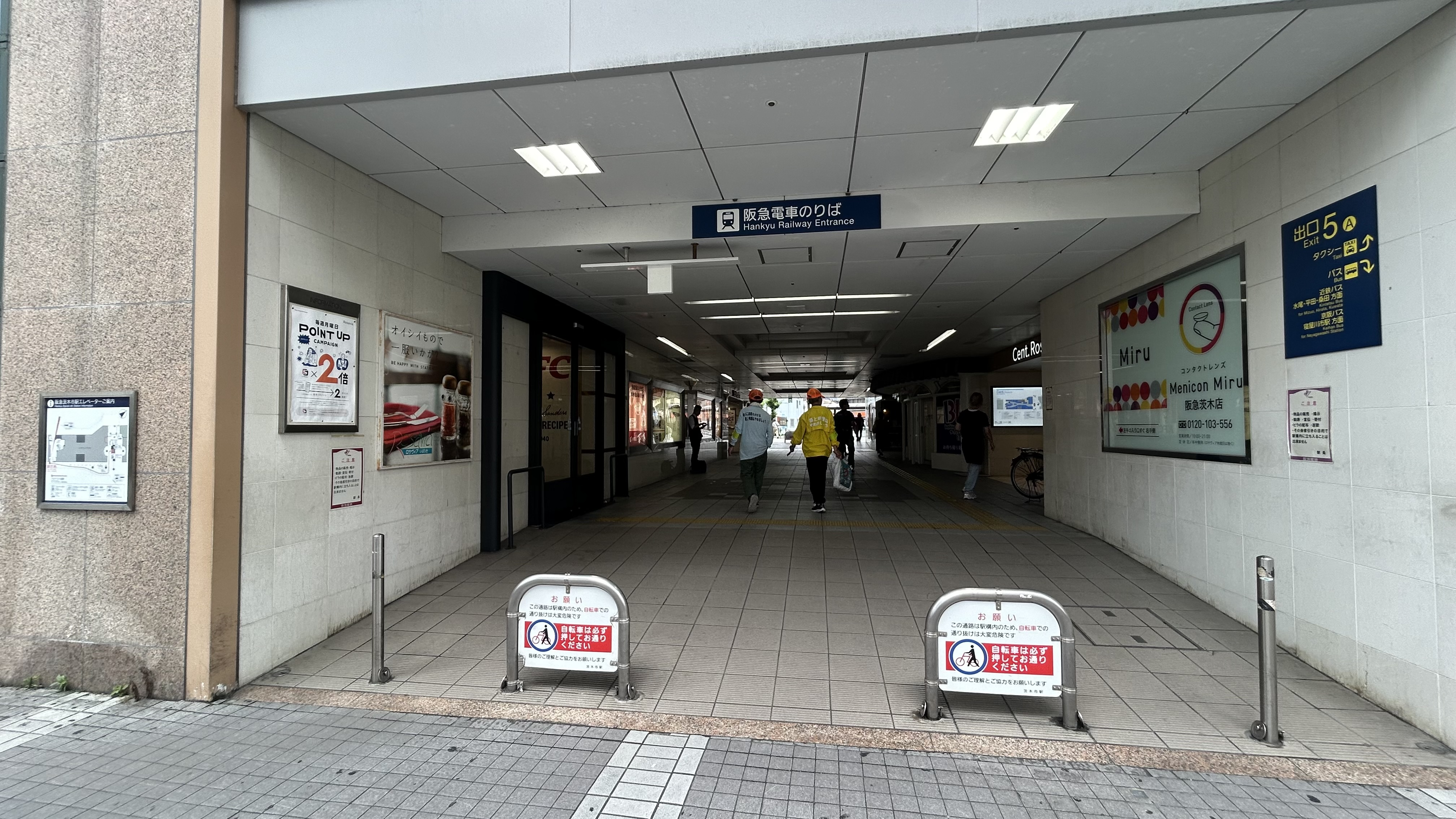
5A出入口
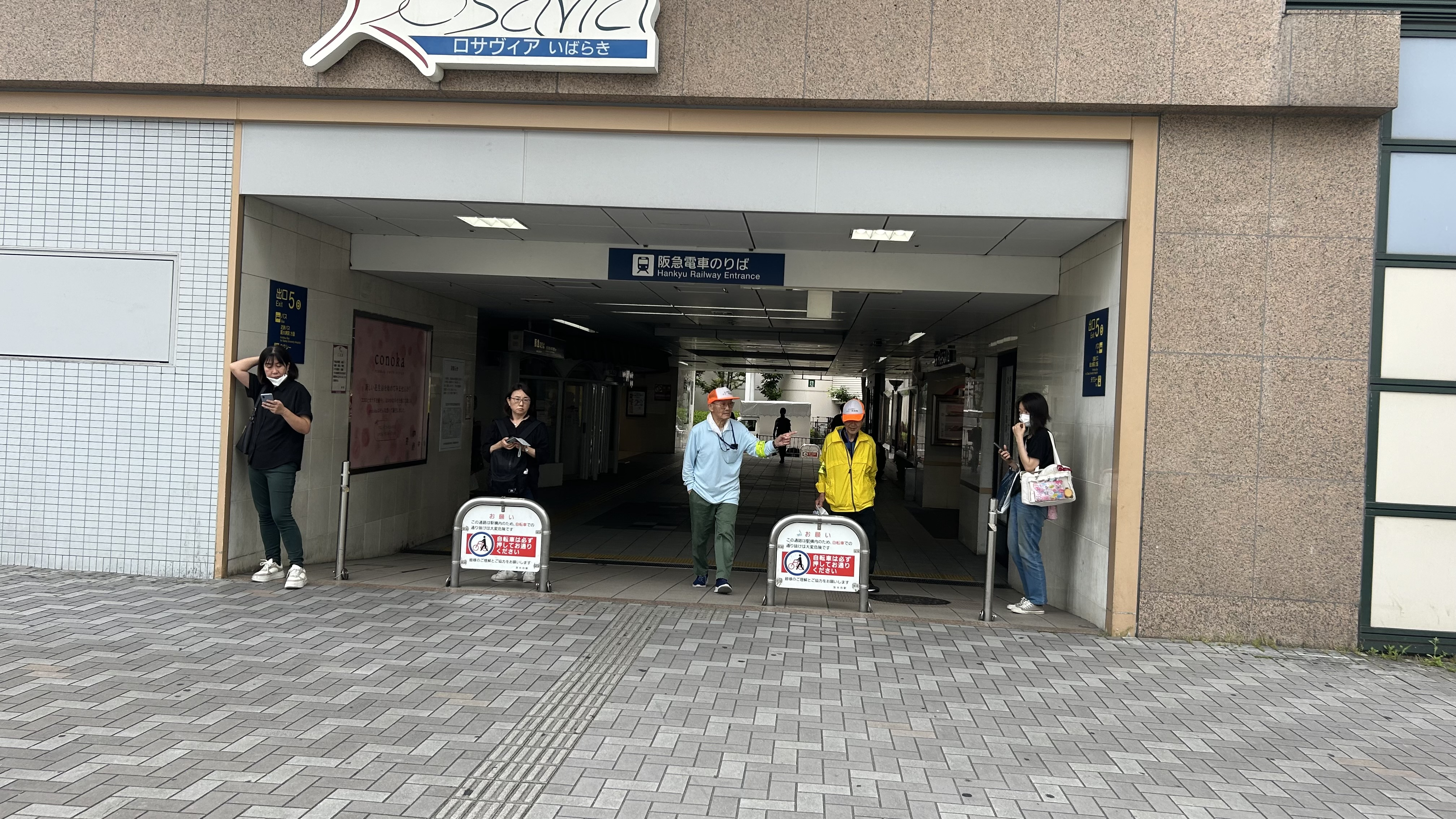
5B出入口
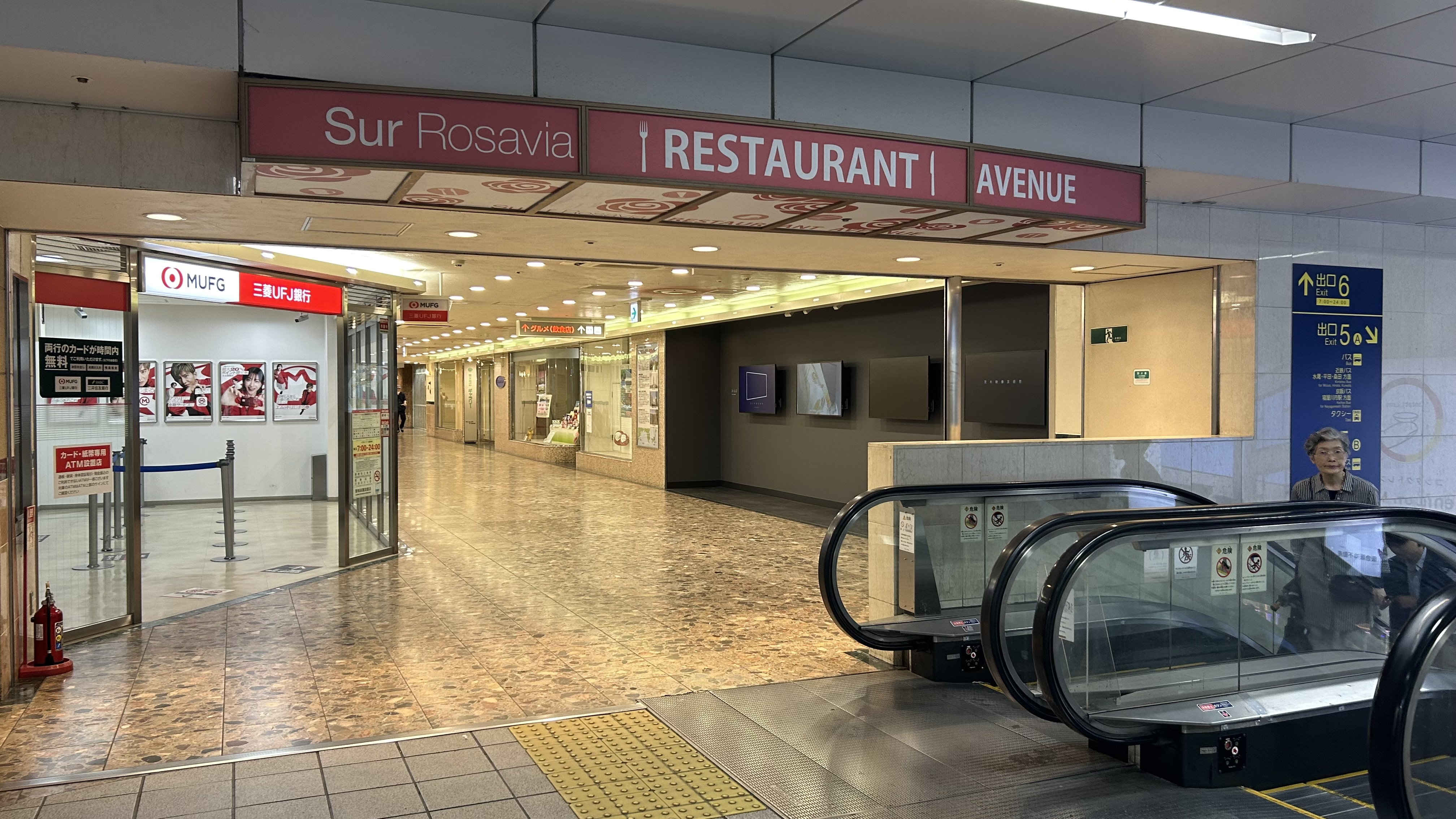
6番出入口

## ダイヤ

### 緩急接続について
日中は土休日の下りを除いて普通が準急と特急の2列車と連続で連絡を行う。上りは準急→特急、平日下りは特急→準急の順となる。朝夕ラッシュ時も緩急接続は概ねこのパターンとなる。
土休日下りは準急と特急が対面連絡する。準急の発車後、この2列車と高槻市駅で連絡を取った普通が3号線に入り他列車と連絡をせずに発車するが、正雀駅で特急・準急に追い抜かれる。
深夜時間帯の上りは急行と普通桂行きが連絡する。

### 当駅発着列車について
平日ラッシュ時には京都側の引き上げ線を用いて大阪梅田・天下茶屋方面の始発列車が運行されている。現在は普通列車のみだが、1982年11月27日改正から2001年3月24日改正まで、2007年3月17日改正から2010年3月14日改正までの間はそれぞれ停車駅は異なるものの、当駅始発梅田（当時）行きの準急が運行されていた。また、2010年3月14日改正以前は土休日ダイヤにおいて当駅始発の急行→快速急行（現在の準特急）の設定もあった。
京都河原町方面に関しては当駅始発河原町行きの快速急行が6300系で運行されていたが、2010年3月14日のダイヤ改正で梅田始発に延長されて消滅していた。しかし、2022年12月17日ダイヤ改正で快速急行が準特急に改称されるのに合わせ、当駅始発京都河原町行きの準特急が設定された。平日ダイヤで朝7時台と夕方17時台に1本ずつ、土休日ダイヤで朝7時台に2本が運行される。
当駅止まりについては朝夕を中心に上り普通が複数運転されている他、2022年12月17日のダイヤ改正より平日のみ下りの当駅止まりの普通も設定された。

## 利用状況
2024年（令和6年）の1日あたりの通年平均乗降人員は53,322人であり、阪急電鉄全線で8位である（7位＝高槻市駅、9位＝武庫之荘駅）。
JR京都線の茨木駅の方が利用者数が多い。また同線のJR総持寺駅開業までは高槻市駅よりも利用者が多く、阪急全線で7位だった。

### 年次別利用状況
各年次の乗降人員の推移は下表の通り。2015年までは平日限定、2016年以降は通年平均となっている。
| /        | 年次               | 乗降人員 | 乗車人員 | 降車人員 | 順位 | 出典        |
| -------- | ------------------ | -------- | -------- | -------- | ---- | ----------- |
| 平日限定 | 2012年（平成24年） | 65,290   | 32,722   | 32,568   | 7位  | [ 阪急 2 ]  |
| 平日限定 | 2013年（平成25年） | 65,897   | 33,018   | 32,879   | 7位  | [ 阪急 3 ]  |
| 平日限定 | 2014年（平成26年） | 66,450   | 33,312   | 33,138   | 7位  | [ 阪急 4 ]  |
| 平日限定 | 2015年（平成27年） | 66,557   | 33,330   | 33,227   | 7位  | [ 阪急 5 ]  |
| 通年平均 | 2016年（平成28年） | 58,165   | 29,129   | 29,036   | 7位  | [ 阪急 6 ]  |
| 通年平均 | 2017年（平成29年） | 59,000   | -        | -        | 7位  | [ 阪急 7 ]  |
| 通年平均 | 2018年（平成30年） | 58,002   | -        | -        | 7位  | [ 阪急 8 ]  |
| 通年平均 | 2019年（令和元年） | 57,191   | -        | -        | 8位  | [ 阪急 9 ]  |
| 通年平均 | 2020年（令和02年） | 43,958   | -        | -        | 8位  | [ 阪急 10 ] |
| 通年平均 | 2021年（令和03年） | 44,575   | -        | -        | 8位  | [ 阪急 11 ] |
| 通年平均 | 2022年（令和04年） | 49,009   | -        | -        | 8位  | [ 阪急 12 ] |
| 通年平均 | 2023年（令和05年） | 52,270   | -        | -        | 8位  | [ 阪急 13 ] |
| 通年平均 | 2024年（令和06年） | 53,322   | -        | -        | 8位  | [ 阪急 1 ]  |

### 特定日利用状況
「大阪府統計年鑑」によると、各年度のある特定日における1日の利用状況は下表の通り。
| 年度               | 特定日乗降人員 | 特定日乗降人員 | 特定日乗降人員 | 特定日乗車人員 | 特定日乗車人員 | 特定日降車人員 | 特定日降車人員 | 出典          |
| 年度               | 総数           | 定期           | 定期率         | 総数           | 定期           | 総数           | 定期           | 出典          |
| ------------------ | -------------- | -------------- | -------------- | -------------- | -------------- | -------------- | -------------- | ------------- |
| 1982年（昭和57年） | 79,980         | 52,725         | 65.9%          | 40,043         | 27,023         | 39,937         | 25,702         | [ 大阪府 1 ]  |
| 1983年（昭和58年） | 82,252         | 53,255         | 64.7%          | 40,366         | 26,480         | 41,886         | 26,775         | [ 大阪府 2 ]  |
| 1984年（昭和59年） | 79,107         | 47,566         | 60.1%          | 39,390         | 21,506         | 39,717         | 26,060         | [ 大阪府 3 ]  |
| 1985年（昭和60年） | 76,833         | 51,719         | 67.3%          | 38,140         | 26,459         | 38,693         | 25,260         | [ 大阪府 4 ]  |
| 1986年（昭和61年） | 81,576         | 54,289         | 66.6%          | 39,018         | 26,555         | 42,558         | 27,734         | [ 大阪府 5 ]  |
| 1987年（昭和62年） | 77,345         | 51,774         | 66.9%          | 37,662         | 25,860         | 39,683         | 25,914         | [ 大阪府 6 ]  |
| 1988年（昭和63年） | 79,922         | 52,573         | 65.8%          | 37,640         | 25,396         | 42,282         | 27,177         | [ 大阪府 7 ]  |
| 1989年（平成元年） | -              | -              | -              | -              | -              | -              | -              | [ 大阪府 8 ]  |
| 1990年（平成02年） | 71,803         | 47,173         | 65.7%          | 35,611         | 23,884         | 36,192         | 23,289         | [ 大阪府 9 ]  |
| 1991年（平成03年） | -              | -              | -              | -              | -              | -              | -              | [ 大阪府 10 ] |
| 1992年（平成04年） | 72,147         | 47,594         | 66.0%          | 34,287         | 23,309         | 37,860         | 24,285         | [ 大阪府 11 ] |
| 1993年（平成05年） | -              | -              | -              | -              | -              | -              | -              | [ 大阪府 12 ] |
| 1994年（平成06年） | -              | -              | -              | -              | -              | -              | -              | [ 大阪府 13 ] |
| 1995年（平成07年） | 70,355         | 37,910         | 53.9%          | 34,884         | 18,571         | 35,471         | 19,339         | [ 大阪府 14 ] |
| 1996年（平成08年） | 75,948         | 45,180         | 59.5%          | 37,059         | 22,292         | 38,889         | 22,888         | [ 大阪府 15 ] |
| 1997年（平成09年） | 76,804         | 43,718         | 56.9%          | 37,409         | 21,642         | 39,395         | 22,076         | [ 大阪府 16 ] |
| 1998年（平成10年） | 73,491         | 42,870         | 58.3%          | 35,815         | 21,274         | 37,676         | 21,596         | [ 大阪府 17 ] |
| 1999年（平成11年） | -              | -              | -              | -              | -              | -              | -              | [ 大阪府 18 ] |
| 2000年（平成12年） | 71,572         | 41,178         | 57.5%          | 35,855         | 21,397         | 35,717         | 19,781         | [ 大阪府 19 ] |
| 2001年（平成13年） | 70,248         | 39,782         | 56.6%          | 34,952         | 20,644         | 35,296         | 19,138         | [ 大阪府 20 ] |
| 2002年（平成14年） | 68,488         | 38,478         | 56.2%          | 34,195         | 19,974         | 34,293         | 18,504         | [ 大阪府 21 ] |
| 2003年（平成15年） | 67,453         | 37,332         | 55.3%          | 33,617         | 19,368         | 33,836         | 17,964         | [ 大阪府 22 ] |
| 2004年（平成16年） | 66,403         | 35,890         | 54.0%          | 32,577         | 18,029         | 33,826         | 17,861         | [ 大阪府 23 ] |
| 2005年（平成17年） | 67,963         | 35,954         | 52.9%          | 34,004         | 18,600         | 33,959         | 17,354         | [ 大阪府 24 ] |
| 2006年（平成18年） | 65,011         | 34,580         | 53.2%          | 32,149         | 17,794         | 32,862         | 16,786         | [ 大阪府 25 ] |
| 2007年（平成19年） | 66,031         | 32,180         | 48.7%          | 32,789         | 16,645         | 33,242         | 15,535         | [ 大阪府 26 ] |
| 2008年（平成20年） | 65,596         | 30,675         | 46.8%          | 32,443         | 15,889         | 33,153         | 14,786         | [ 大阪府 27 ] |
| 2009年（平成21年） | 63,904         | 28,573         | 44.7%          | 31,343         | 14,686         | 32,561         | 13,887         | [ 大阪府 28 ] |
| 2010年（平成22年） | 63,487         | 27,106         | 42.7%          | 31,019         | 13,942         | 32,468         | 13,164         | [ 大阪府 29 ] |
| 2011年（平成23年） | 64,456         | 32,847         | 51.0%          | 31,693         | 16,909         | 32,763         | 15,938         | [ 大阪府 30 ] |
| 2012年（平成24年） | 64,261         | 32,868         | 51.1%          | 31,342         | 16,781         | 32,919         | 16,087         | [ 大阪府 31 ] |
| 2013年（平成25年） | 62,918         | 31,723         | 50.4%          | 30,598         | 16,220         | 32,320         | 15,503         | [ 大阪府 32 ] |
| 2014年（平成26年） | 62,927         | 32,077         | 51.0%          | 30,624         | 16,449         | 32,303         | 15,628         | [ 大阪府 33 ] |
| 2015年（平成27年） | 65,576         | 34,401         | 52.5%          | 31,828         | 17,622         | 33,748         | 16,779         | [ 大阪府 34 ] |
| 2016年（平成28年） | 63,370         | 32,227         | 50.9%          | 30,784         | 16,543         | 32,586         | 15,684         | [ 大阪府 35 ] |
| 2017年（平成29年） | 65,825         | 34,984         | 53.1%          | 31,938         | 17,911         | 33,887         | 17,073         | [ 大阪府 36 ] |
| 2018年（平成30年） | 64,647         | 34,396         | 53.2%          | 30,845         | 17,297         | 33,502         | 17,099         | [ 大阪府 37 ] |
| 2019年（令和元年） | 65,937         | 34,574         | 52.4%          | 32,985         | 17,816         | 32,952         | 16,758         | [ 大阪府 38 ] |
| 2020年（令和02年） | 56,352         | 28,387         | 50.4%          | 28,103         | 14,542         | 28,249         | 13,845         | [ 大阪府 39 ] |
| 2021年（令和03年） | 57,598         | 28,825         | 50.0%          | 28,691         | 14,748         | 28,907         | 14,077         | [ 大阪府 40 ] |
| 2022年（令和04年） | 59,613         | 30,560         | 51.3%          | 29,684         | 15,606         | 29,929         | 14,954         | [ 大阪府 41 ] |
| 2023年（令和05年） | 61,578         | 31,485         | 51.1%          | 30,830         | 16,069         | 30,748         | 15,416         | [ 大阪府 42 ] |

### 年間利用状況
「茨木市統計書」によると、近年の1年間の乗車人員・降車人員は下表の通り。
なお下表内の数値の単位は全て「千人」である。
| 年度               | 年間乗車人員 | 年間乗車人員 | 年間降車人員 | 年間降車人員 | 出典          |
| 年度               | 総数         | 定期         | 総数         | 定期         | 出典          |
| ------------------ | ------------ | ------------ | ------------ | ------------ | ------------- |
| 2008年（平成20年） | 13,241       | 7,349        | 13,304       | 6,870        | [ 茨木市 1 ]  |
| 2009年（平成21年） | 12,654       | 7,141        | 12,903       | 6,691        | [ 茨木市 1 ]  |
| 2010年（平成22年） | 12,370       | 6,716        | 12,887       | 6,395        | [ 茨木市 1 ]  |
| 2011年（平成23年） | 12,587       | 6,856        | 13,091       | 6,508        | [ 茨木市 1 ]  |
| 2012年（平成24年） | 12,752       | 6,932        | 13,047       | 6,541        | [ 茨木市 1 ]  |
| 2013年（平成25年） | 12,896       | 7,024        | 13,310       | 6,762        | [ 茨木市 2 ]  |
| 2014年（平成26年） | 12,637       | 6,983        | 13,068       | 6,696        | [ 茨木市 3 ]  |
| 2015年（平成27年） | 12,816       | 7,158        | 13,260       | 6,857        | [ 茨木市 4 ]  |
| 2016年（平成28年） | 12,979       | 7,306        | 13,484       | 6,985        | [ 茨木市 5 ]  |
| 2017年（平成29年） | 12,687       | 6,972        | 13,164       | 6,634        | [ 茨木市 6 ]  |
| 2018年（平成30年） | 13,058       | 7,393        | 13,628       | 7,100        | [ 茨木市 7 ]  |
| 2019年（令和元年） | 12,687       | 7,355        | 13,454       | 7,301        | [ 茨木市 8 ]  |
| 2020年（令和02年） | 9,135        | 5,503        | 9,741        | 5,576        | [ 茨木市 9 ]  |
| 2021年（令和03年） | 9,616        | 5,517        | 10,334       | 5,676        | [ 茨木市 10 ] |
| 2022年（令和04年） | 10,745       | 5,894        | 11,683       | 6,088        | [ 茨木市 11 ] |
| 2023年（令和05年） | 11,236       | 6,168        | 12,212       | 6,392        | [ 茨木市 12 ] |

## 駅周辺

### 西口
当駅と東海道本線（JR京都線）茨木駅との間は距離にして約1.5キロメートルあり、両駅間は路線バスにより連絡している。
- 茨木市役所
  - 茨木市役所内郵便局
- ソシオいばらき
  - 市や所有者に加えて、阪急阪神不動産などが参加して再々開発の案が検討されている。
- 茨木阪急本通商店街
- 茨木高瀬郵便局
- 茨木銀座中央商店街
- 茨木心斎橋商店街
- 茨木市立茨木小学校
- 茨木市立養精中学校
- 大阪府立茨木高等学校
- 文化・子育て複合施設「おにクル」
  - ごうだホール
  - おにクルぶっくぱーく
  - きたしんプラネタリウム
  - こども支援センター
- 茨木市福祉文化会館「オークシアター」
- 茨木市市民総合センター「クリエイトセンター」
- 茨木市立男女共生センター ローズWAM
- 茨木市消防本部
- 茨木市立川端康成文学館
- 茨木市立市民体育館
- 茨木市立中条市民プール
- 茨木公共職業安定所（ハローワーク茨木）
- 茨木税務署
- 茨木区検察庁
- 茨木簡易裁判所
- 真宗大谷派茨木別院
- 茨木神社
- 茨木城跡
- 近鉄バス茨木車庫
- スポーツプラザ茨木
- 茨木市営斎場
- 阪急オアシス 茨木大手町店

### 東口
- 茨木市立大池小学校
- 茨木市立中津小学校
- 茨木市立東中学校
- 大阪法務局北大阪支局
- 茨木中村郵便局
- 阪急東中央商店街
- イオンスタイル新茨木
- 茨木ドライビングスクール（南口より無料送迎バスあり）

## バス路線
阪急バス・近鉄バス・京阪バスの3社の路線バスと空港リムジンバスが乗り入れている。

### 西口
ロータリー中央に3つのホームがあり、阪急バス・近鉄バス・京阪バスがそれぞれ1面ずつ使用している。駅南口付近には近鉄バスと阪急バスが共同で使用しているのりばが1箇所ある（標柱はそれぞれのものが立てられている）。
駅北口1階には京阪バス仕様の発車案内ディスプレイが設置されており、阪急バス・近鉄バスの案内も西口発着系統に限り行われている。
おりばについては駅北口付近にあり、主に阪急バスと近鉄バスが使用する。京阪バスも阪急茨木止まりの便の一部が使用することがある。

#### 阪急バス
停留所名は「阪急茨木市駅（西口）」。1番ホームを使用し、2・3のりばの2つに分割されている。
2のりばは当停留所始発でJR茨木駅を経由し各方面へ向かう路線で、通路奥側に発着。3のりばは当停留所から竹橋町方面へ向かう路線で、ホーム寄りに発着。4のりば（近鉄バスと共同使用）は竹橋町方面からのJR茨木駅行きのみ。
一部が豊能営業所と共管である以外は茨木営業所の管轄。
| のりば | 路線               | 系統・行先                                         | 備考                                          |
| ------ | ------------------ | -------------------------------------------------- | --------------------------------------------- |
| 2      | 石橋線             | 92系統：阪急石橋阪大前駅                           |                                               |
| 2      | 石橋線             | 90系統：郡山団地方面/鍛冶屋橋                      | 郡山団地、鍛冶屋橋止まりあり                  |
| 2      | 石橋線             | 93系統：豊川四丁目                                 |                                               |
| 2      | 茨木彩都線         | 95系統：彩都西駅                                   |                                               |
| 2      | 忍頂寺車作線       | 81系統：中河原南口/忍頂寺/希望ヶ丘東（豊能営業所） | 希望ヶ丘東行きは豊能営業所の管轄              |
| 2      | 忍頂寺車作線       | 85系統：粟生団地                                   |                                               |
| 2      | 忍頂寺車作線       | 82系統：追手門学院前                               |                                               |
| 2      | 茨木サニータウン線 | 87系統：茨木サニータウン                           |                                               |
| ３     | 茨木サニータウン線 | 77系統：茨木山手台七丁目                           |                                               |
| ３     | 忍頂寺車作線       | 89系統：車作/千提寺口                              | 千提寺口行きは平日朝1本のみ。豊能営業所と共管 |
| ３     | 彩都もえぎ線       | 直行：ロジスタ・ロジクロス茨木彩都                 | 終点までノンストップ。1日4本のみ              |
| 4      | 茨木サニータウン線 | 77系統：JR茨木駅                                   |                                               |

#### 近鉄バス
停留所名は「阪急茨木市駅」。2番ホームを使用。南側から順に1〜3ののりばが並んでいる。
南口付近の4番のりばは、ホームからは離れているものの近鉄バスでは最も発着本数が多い。
路線名は全て「茨木線」である（鳥飼営業所の管轄）。
| のりば | 路線       | 番号・行先                           | 備考                             |
| ------ | ---------- | ------------------------------------ | -------------------------------- |
| １     | 八防系統   | 20番：南摂津駅                       |                                  |
| １     | 八防系統   | 21番：南摂津駅                       | 平日のみ                         |
| ２     | 春日丘系統 | 2番：春日丘公園循環                  | 日中以降                         |
| ２     |            | 直行：追手門学院大学総持寺キャンパス | 平日のみ                         |
| ３     | 東和苑系統 | 70番：花園・東和苑                   | 日中時間帯以外                   |
| ３     | 東和苑系統 | 73番：花園・東和苑                   | 日中のみ、JR総持寺駅経由         |
| ３     | 東和苑系統 | 75番：追大総持寺キャンパス前         |                                  |
| ３     | 東和苑系統 | 77番：追大総持寺キャンパス前         | 土休日の日中のみ、JR総持寺駅経由 |
| 4      | 阪大系統   | 12番：日本庭園前                     | 平日のみ                         |
| 4      | 阪大系統   | 24番：阪大本部前                     |                                  |
| 4      | 阪大系統   | 25番：茨木美穂ヶ丘                   | 時間帯により経由順が一部異なる   |
| 4      | 八防系統   | 21番：JR茨木駅                       | 平日のみ                         |

#### 京阪バス
3番ホームを使用。停留所名は「阪急茨木」。
ホーム上にはのりば番号は振られていないが、駅南口側（奥側）が枚方・白川方面のりば、北口側（手前側）がJR茨木行きのりばである。
高槻営業所の管轄。
停留所コードは6200。
| のりば | 路線       | 系統・行先                       | 備考                               |
| ------ | ---------- | -------------------------------- | ---------------------------------- |
| 手前側 | 枚方茨木線 | 3号経路：枚方市駅北口            | 朝のみ、白川三丁目は経由しない     |
| 手前側 | 枚方茨木線 | 4A号経路：白川三丁目             | 平日夕方のみ                       |
| 手前側 | 枚方茨木線 | 6号経路：白川三丁目              | 平日朝のみ、玉川橋団地は経由しない |
| 手前側 | 枚方茨木線 | 7号経路：枚方市駅北口            |                                    |
| 手前側 | 枚方茨木線 | 7B号経路：竹ノ内町               |                                    |
| 奥側   | 枚方茨木線 | 3・3B・4・6・7・7B号経路：JR茨木 |                                    |

### 東口
一般路線は2017年以降阪急バス（柱本営業所管轄）のみ。停留所名は「阪急茨木市駅（東口）」。
過去には近鉄バスの柱本系統も発着していた。
この他、京阪バスの「中津町北」停留所が東口ロータリーから300mほど離れた枚方茨木線沿いにあり、枚方茨木線各経路の阪急茨木方面行きが停車する（枚方・白川方面は停車しない）。2021年3月12日まで当停留所も「阪急茨木東口」を名乗っていた。
| 路線名 | 系統・行先        |
| ------ | ----------------- |
| 柱本線 | 141系統：柱本団地 |

#### 空港リムジンバス
阪急バスのりば付近に関西国際空港行きのリムジンバスのりばがある。関西空港交通と近鉄バスの共同運行で、過去には大阪空港交通（現在の阪急観光バス）とも共同で運行していた。2021年3月から全便運休中。 

### 南口
ともに阪急茨木南口停留所。駅南側200ｍほどの「東西通り」沿いにある。

#### 京阪バス
平日の一部と土休日全便は寝屋川営業所の管轄である。平日の大部分は高槻営業所が担当。
停留所コードは6269。
| のりば | 路線         | 系統・行先                   | 備考                                               |
| ------ | ------------ | ---------------------------- | -------------------------------------------------- |
| 東行   | 寝屋川茨木線 | 12号経路：寝屋川市駅（西口） | 寝屋川と高槻の共管。                               |
| 東行   | 寝屋川茨木線 | NS経路：摂南大学             | 当停留所始発。学休期運休。摂南大学までノンストップ |
| 西行   | 寝屋川茨木線 | 12号経路：JR茨木東口         | NS経路も停車するが、降車のみの扱いである           |

#### 近鉄バス
茨木市南東部を循環する路線。
| のりば | 路線     | 系統・行先                     | 備考                                             |
| ------ | -------- | ------------------------------ | ------------------------------------------------ |
| 東行   | 平田系統 | 83番：水尾三丁目・平田方面循環 |                                                  |
| 東行   | 平田系統 | 84番：桑田町・平田方面循環     |                                                  |
| 東行   | 平田系統 | 85番：桑田町・平田方面循環     | 平日最終便。循環運行後、当停留所で運行を打ち切る |
| 西行   | 平田系統 | 83・84番：JR茨木東口           |                                                  |

## 隣の駅
阪急電鉄
■京都本線
■快速特急
通過
■通勤特急
十三駅 (HK-03) - 茨木市駅 (HK-69)  - 高槻市駅 (HK-72)
■特急・■準特急
淡路駅 (HK-63) - 茨木市駅 (HK-69) - 高槻市駅 (HK-72)
■急行・■準急
南茨木駅 (HK-68) - 茨木市駅 (HK-69) - 高槻市駅 (HK-72)
■普通
南茨木駅 (HK-68) - 茨木市駅 (HK-69) - 総持寺駅 (HK-70)

### 記事本文